# 高彥基
高彥基（?—?），南北朝人，北齐孝昭帝高演的第五個兒子。
武平元年秋七月癸丑（572年8月18日），封城阳王，加仪同三司，与兄弟高彥理、高彥德、高彥康、高彥忠同时受封。其后史书事迹不载。